# Mohsin Hamid
Mohsin Hamid (urdu محسن حمید; Lahore, 1971) è uno scrittore pakistano.

## Biografia
Nato in Pakistan da famiglia benestante a 18 anni si è trasferito negli Stati Uniti d'America dove ha studiato a Princeton e ad Harvard. Successivamente si è trasferito a Londra ed ha ottenuto la doppia cittadinanza britannica. Sposato con Zahra (dalla quale ha avuto la figlia Dina), ora vive tra Lahore, New York, Londra con frequenti soste in Italia dove i suoi libri hanno avuto un buon successo.
Suoi articoli sono apparsi su riviste e quotidiani come Time, The New York Times e The Guardian

## Opere
- Nero Pakistan, 2000 (orig.: Moth Smoke);
- Il fondamentalista riluttante, 2007 (orig.: The Reluctant Fundamentalist);
- Come diventare ricchi sfondati nell'Asia emergente, 2013 (orig.: How to Get Filthy Rich in Rising Asia)
- Le civiltà del disagio. Dispacci da Lahore, New York e Londra, traduzione di Norman Gobetti, Fuori collana, Torino, Einaudi, 2016, ISBN 978-88-06-22510-0.
- Exit West, Torino, Einaudi, 2017 ISBN 9788806233884.
- L'ultimo uomo bianco, traduzione di Norman Gobetti, Einaudi, Torino 2023, ISBN 9788806255602.

## Premi e riconoscimenti
- Betty Trask Award: 2000 vincitore con Nero Pakistan[5]
- Booker Prize: 2007 nella shortlist con Il fondamentalista riluttante e 2017 nella shortlist con Exit West
- Anisfield-Wolf Book Award: 2008 vincitore con Il fondamentalista riluttante
- International IMPAC Dublin Literary Award: 2009 finalista con Il fondamentalista riluttante e 2019 finalista con Exit West